# Pop'n music (videojuego)
pop'n music (ポップンミュージック Poppun Myūjikku?), es el primer videojuego de la franquicia de la saga de pop'n music. Su primer debut fue en septiembre de 1998 en la versión Arcade, y en febrero de 1999 salieron sus versiones caseras para PlayStation y Sega Dreamcast. fue desarrollado por Konami y MZD Design.
El impacto que tuvo tras su lanzamiento en arcade fue muy popular en Japón, y en ese entonces el juego contaba con 14 canciones en su versión arcade, mientras que en la versión para videoconsolas tenía unas 19 canciones.

## Modo de juego
El juego consiste en acertar las notas que caen desde la parte de arriba con los respectivos botones que su mismo color cuando llegan en la barra horizontal roja en la parte inferior de la pantalla, de modo que cada nota produce un sonido que representa una sección de la canción a jugar. Los niveles de dificultad se dividen en 5 botones, 7 botones y 9 botones, el cual, los dos primeros niveles mencionados solo son recortes
del nivel de 9 botones ya que viene a ser la misma pista del juego.
Dependiendo de la precisión de los aciertos, estas muestran un grado de exactitud las cuales son:
- Bad: Cuando una nota no es tocada o no es presionada a tiempo. Estos disminuyen la barra de energía del Groove Gauge, el cual muestra el rendimiento del jugador y debe mantenerse llenada a un nivel aceptable del juego.
- Good: Es cuando una nota es presionada parcialmente no con exactitud. Solo se obtienen unos pocos puntos.
- Great: Es cuando se consigue acertar a tiempo una nota, lo que puede fácilmente conseguir suficientes puntos para rellenar con facilidad la barra de Groove Gauge.
- FEVER!: Este grado no se considera una precisión más exacta, sino que éste se muestra en lugar de Great cuando la barra de Groove Gauge está llena a tope.

### Niveles de dificultad
El videojuego consta de tres niveles, los cuales son los siguientes:
- Beginner: En este nivel la jugabilidad es la misma, pero solo se pueden jugar dos canciones por cada set.

Personajes seleccionables: Mimi y Nyami.
- Normal: Es el modo normal del juego. Disponibles tres canciones por set (y cuyo nivel se utiliza para desbloquear canciones).

Personaje seleccionable: Mary.
- Excite: Este último es el nivel especial. La dificultad es la misma que en modo Normal, solo que este nivel utiliza una animación que futuramente es llamada Excite, un Ojama que consiste en que las notas cambian de posición con otros casi al final de la parte de abajo, de modo que dificultan y confunden al jugador.

Personaje selecionable: The King.

## Lista de canciones
La tabla incluye las canciones nuevas que salieron exclusivamente para PlayStation y Dreamcast, tanto como su homólogo arcade y son los siguientes:
| Nombre                    | Género              | Artista                   | Personaje           | Disponible en Arcade | Disponible en PlayStation y Dreamcast |
| Canciones 1st Stage       | Canciones 1st Stage | Canciones 1st Stage       | Canciones 1st Stage | Canciones 1st Stage  | Canciones 1st Stage                   |
| ------------------------- | ------------------- | ------------------------- | ------------------- | -------------------- | ------------------------------------- |
| I REALLY WANT TO HURT YOU | POPS                | SUGI & REO                | RIE♥chan            | Sí                   | Sí                                    |
| YOUNG DREAM               | RAP                 | LITTLE FINGERS            | UNCLE Jam           | Sí                   | Sí                                    |
| Quick Master              | J-TEKNO             | act deft                  | SHOLLKEE            | Sí                   | Sí                                    |
| monde des songe           | FANTASY             | Bikke                     | DiNO                | Sí                   | Sí                                    |
| Canciones 2nd Stage       |                     |                           |                     |                      |                                       |
| El País del sol           | LATIN               | Senorita Rica             | DON MOMMY           | Sí                   | Sí                                    |
| Hi-Tekno                  | DANCE               | Hi-Tekno                  | JUDY                | Sí                   | Sí                                    |
| Baby, I'm yours           | REGGAE              | LISA-T                    | OLIVIA              | Sí                   | Sí                                    |
| what i want               | DISCO QUEEN         | THE RITCHIE SISTERS       | CHANEL              | Sí                   | Sí                                    |
| Canciones Final Stage     |                     |                           |                     |                      |                                       |
| Electronic Fill           | TECHNO POP          | Windslope                 | KRAFT               | Sí                   | Sí                                    |
| The theme of GAMBLER Z    | ANIME HERO          | words:RYO song:NARAMCHA   | TORU KAMIKAZE       | Sí                   | Sí                                    |
| spicy piece               | SPY                 | ORIGINAL SOUND TRACKS     | CHARLY              | Sí                   | Sí                                    |
| FUNKY TOWN '75            | DISCO KING          | JV & THE SEXY MACHINE GUN | BAMBOO              | Sí                   | Sí                                    |
| すれちがう二人            | BONUS TRACK         | apresmidi                 | SANAE♥chan          | Sí                   | Sí                                    |
| e-motion                  | RAVE                | e.o.s                     | Rave girl           | Sí                   | Sí                                    |
| Con te sabi 2119          | AFRICA              | Hamba un Aa               | UNBABO              | No                   | Sí                                    |
| Life                      | J-POP               | Haya-P & Maru             | pretty              | No                   | Sí                                    |
| CROSSOVER 12              | FUSION              | 319                       | SYLVESTER           | No                   | Sí                                    |
| Water Melon Woman         | TECHNO'80           | NAKATEK                   | BOY                 | No                   | Sí                                    |
| Chaos Age                 | CLASSIC             | J-KANE                    | HAMANOV             | No                   | Sí                                    |